# Сантистебан, Энрике
Энри́ке Сантисте́бан (исп. Enrique Santisteban), или Энри́ке Сантисте́бан-Ксике́с (исп. Enrique Santisteban Xiqués; 11 ноября 1910, Мансанильо, Куба — 2 апреля 1984, Гавана, Куба) — кубинский актёр театра и кино.

## Биография
Энрике Сантистебан-Ксикес родился 11 ноября 1910 года в Мансанильо. В 1914 году, вместе с семьёй, переехал в Гавану. Окончив среднюю школу, в 1928 году поступил на медицинский факультет Гаванского университета. Ему пришлось прервать обучение, так, как в 1930 году режим Херардо Мачадо закрыл университет. Сантистебан стал барабанщиком и певцом в популярной музыкальной группе «Лос Майя» (исп. los Maya), вместе с которой отправился в турне по латиноамериканским странам. Он вернулся на родину только после падения режима в 1933 году, но не продолжил образование в университете.
Хорошая дикция и поставленный голос помогли ему в 1936 году устроиться на радио. Он начал карьеру диктора на радиостанции «О’Шей». В следующем году Сатистебан перешёл на радиостанцию «Сиркуито CMQ». Успех у слушателей пришёл к нему в 1940-е годы, когда, вместе с Мартой Хименес-Оропеса в роли Джейн и Бернардо Менендесом в роли маленького Тарзана, он озвучил роль самого Тарзана. Большой популярностью у слушателей пользовались радиопостановки романов с его участием. В 1948 году он побил мировой рекорд, собрав аудиторию в 50,63 % при чтении роли Хорхе Луиса Арментероса в романе «Право родиться» Феликса Кайнета.
10 августа 1937 года Сантистебан дебютировал на театральной сцене с Пепитой Диас и Маноло Кольядо.

## Фильмография
| Год        | Фильм                                                                                   | Режиссёр                         | Персонаж                |
| ---------- | --------------------------------------------------------------------------------------- | -------------------------------- | ----------------------- |
| 1938       | «Теперь мы будем счастливы» (исп. Ahora seremos felices)                                | Уильям Льюис Ноулт Фредерик Бэйн |                         |
| 1939       | «Возвращение песни» (исп. La canción del regreso)                                       | Макс Тоскелья Серхио Миро        |                         |
| 1940       | «Я — герой» (исп. Yo soy el heroe)                                                      | Эрнесто Капаррос                 |                         |
| 1940       | «Мануэль Гарсия — король полей Кубы» (исп. Manuel García, el rey de los campos de Cuba) | Жан Анхело                       |                         |
| 1941       | «Пятая колонна» (исп. La Quinta Columna)                                                | Сальвадор Кансио                 |                         |
| 1951       | «Ренегат» (исп. La renegada)                                                            | Рамон Пеон                       |                         |
| 1953       | «Те, кто не родился» (исп. Los que no deben nacer)                                      | Агустин П. Дельгадо              |                         |
| 1953       | «Ангелы улиц» (исп. Ángeles de la calle)                                                | Агустин П. Дельгадо              |                         |
| 1954       | «Женщина, которая продаётся» (исп. La mujer que se vendio)                              | Агустин П. Дельгадо              |                         |
| 1955       | «Сильнее, чем любовь» (исп. Más fuerte que el amor)                                     | Тулио Демикели                   | Дон Родольфо Пеньяфьель |
| 1958       | «С желанием на пальцах» (исп. Con el deseo en los dedos)                                | Марио Барраль                    |                         |
| 1962       | «Двенадцать стульев» (исп. Las doce sillas)                                             | Томас Гутьеррас-Алея             | Ипполито Каррихо        |
| 1967       | «Приключения Хуана Кин Кин» (исп. Las aventuras de Juan Quin Quin)                      | Хулио Гарсия-Эспиноса            | Дер Фейнд               |
| 1972       | «Всадник без головы» (исп. El jinete sin cabeza)                                        | Владимир Вайншток                | Диас / Эль-Койот        |
| 1975       | «Щербина» (исп. Mella)                                                                  | Энрике Пинеда                    |                         |
| 1979       | «Оставшиеся в живых» (исп. Los sobrevivientes)                                          | Томас Гутьеррас-Алея             | Себастьян Ороско        |
| Источники: |                                                                                         |                                  |                         |